# Relative Folgenkompaktheit
Die relative Folgenkompaktheit ist ein Begriff aus der Topologie, einem Teilgebiet der Mathematik. Er kombiniert die beiden Eigenschaften Folgenkompaktheit und relative Kompaktheit und liefert damit die Existenz von Häufungspunkten im topologischen Abschluss.

## Definition
Gegeben sei ein topologischer Raum {\displaystyle (X,\tau )}. Eine Teilmenge {\displaystyle A\subset X} heißt relativ folgenkompakt, wenn jede Folge {\displaystyle (x_{n})_{n\in \mathbb {N} }} aus Elementen von {\displaystyle A} eine konvergente Teilfolge mit Grenzwert in deren topologischem Abschluss {\displaystyle {\overline {A}}} besitzt.

## Präzisierungen
Um zum Ausdruck zu bringen, welche Topologie bzw. welcher Konvergenzbegriff zu Grunde gelegt wird, wird gelegentlich ein entsprechender Begriff vorangestellt. So spricht man beispielsweise von schwach relativ folgenkompakten Mengen, wenn es sich dabei um schwache Konvergenz handelt, oder von vage relativ folgenkompakten Mengen, wenn es sich um vage Konvergenz handelt.

## Sätze
- Der Satz von Bolzano-Weierstraß charakterisiert die relativ folgenkompakten Teilmengen der reellen und komplexen Zahlen.
- Der Auswahlsatz von Helly charakterisiert die vage relativ folgenkompakten Mengen von Verteilungsfunktionen und von endlichen Maßen auf {\displaystyle \mathbb {R} } mit dem jeweils passenden vagen Konvergenzbegriff (vage Konvergenz von Verteilungsfunktionen bzw. vage Konvergenz (Maßtheorie)).
- Der Satz von Prochorow charakterisiert die schwach relativ folgenkompakten Mengen von Radonmaßen durch straffe Familien von Maßen.
- Für die schwache Topologie auf Banachräumen fallen relative Folgenkompaktheit und relative Kompaktheit nach dem Satz von Eberlein–Šmulian zusammen.